# Sierra Bermeja (Porto Rico)
La Sierra Bermeja è una piccola catena montuosa situata nella regione sud-occidentale dell'isola di Porto Rico, nei pressi di Lajas, a sud della Cordillera Central.
I geologi vi hanno trovato le rocce più antiche di Porto Rico, risalenti al Giurassico, che hanno approssimativamente 190 milioni di anni. Queste rocce possono far parte della crosta oceanica e si pensa che siano giunte addirittura dalla piattaforma oceanica del Pacifico.